# Thomas Blake Glover
Pour les articles homonymes, voir Glover.
Thomas Blake Glover (6 juin 1838 – 13 décembre 1911) est un importateur écossais qui opéra au Japon à la fin du shogunat Tokugawa.
Thomas Blake Glover est une personne admirée dans ce pays car il a beaucoup contribué à sa modernisation.

## Biographie
Thomas Blake Glover naît à Fraserburgh en Écosse. Il est baptisé au sein de l'Église épiscopalienne écossaise en 1838. Son père travaille comme garde-côte. Après avoir quitté l'école, Thomas entre dans une compagnie de commerce.
En 1859, il débarque à Nagasaki et a pour métier de se procurer du thé vert japonais, reconnu en Europe. Deux ans plus tard, Glover fonde sa propre compagnie de commerce : Glover Trading Co.
Son entreprise étant basée à Nagasaki, il y fait construire ce qui est la première bâtisse de style occidental.
Sa première grande affaire est la vente d'armes à feu aux clans rebelles de Satsuma, Chōshū et Tosa qui s'opposent alors au gouvernement militaire du Japon en vertu du traité Harris qui régulait le commerce d'armes entre le shogunat et le Royaume-Uni.
Ayant étudié en Angleterre, Glover est nommé responsable de la construction de la première voie de chemin de fer du Japon à Oura.
Glover se place aux côtés de l'empereur Meiji lors de la guerre de Boshin. S'étant placé du côté des vainqueurs il a ensuite de bonnes relations avec le gouvernement Meiji et il est chargé de trouver les fournisseurs des premiers navires de guerre de la marine impériale japonaise. Il choisit la compagnie Alexander Hall & Co. basée à Aberdeen. Il permet au Japon de se doter des bateaux suivants : le Jho Sho Maru, le Ho Sho Maru et le Kagoshima.
En 1863, Glover aide les Cinq de Chōshū, des étudiants japonais qui quittent secrètement le Japon afin d'aller étudier en Grande-Bretagne, ce qui est alors interdit par le gouvernement japonais.
En 1868, Glover passe un contrat avec le clan Nabeshima et développe la mine de charbon de Takashima, la première mine moderne du Japon.
En 1877, Glover se rend à Tokyo, où il travaille comme consultant pour l'entreprise Mitsubishi.
En 1885, Glover aide deux Japonais et deux investisseurs étrangers à créer la Japan Brewery Company, Ltd. La compagnie est aujourd'hui célèbre pour sa bière Kirin.
En 1908, Thomas Glover est le premier étranger à recevoir la prestigieuse médaille de l'Ordre du Soleil levant. Deux des Cinq de Chōshū, Itō Hirobumi et Inoue Kaoru, l'ont recommandé pour qu'il reçoive cette distinction.
Glover meurt le 16 décembre 1911 de la maladie de Bright, une affection du rein. Il est enterré à Nagasaki.

## Vie romancée
- La vie et l'activité de Thomas Glover au Japon ont été romancés par Alan Spence sous le titre Le monde flottant (Éditions Héloïse d'Ormesson)